# Wilhelm Hofmann (Pädagoge)
Wilhelm Hofmann (* 25. April 1901 in Darmstadt; † 26. Oktober 1985 in Heilbronn) war ein deutscher Lehrer und Sonderpädagoge. Er war ein Wegbereiter der modernen Sonderpädagogik. Nach ihm wurden verschiedene Schulen benannt, die nach der kritischen Aufarbeitung seiner Rolle in der NS-Zeit jedoch nach 2010 wieder umbenannt wurden.

## Leben
Er besuchte Schulen in Vaihingen/Enz, Stuttgart und Geislingen an der Steige und danach das Lehrerseminar in Esslingen am Neckar, wo er 1921 die erste Lehramtsprüfung absolvierte. Danach war er als Lehrer an der Hilfsschule in Stuttgart, an den Taubstummenanstalten in Schwäbisch Gmünd und Bönnigheim sowie an Volksschulen in Flein, Heilbronn, Böckingen und anderen Orten der Umgebung tätig. Nach einem Ergänzungsstudium der Heilpädagogik in München 1925/26 war er zunächst an Schulen in der Umgebung von Stuttgart tätig. 1927 heiratete er Auguste Rau, der Ehe entstammte ein Sohn. 1929 erhielt er eine feste Stelle als Hilfsschullehrer in Heilbronn.
Wie nahezu alle württembergischen Heilpädagogen jener Zeit gehörte er dem Kreis um den Stuttgarter Hilfsschulrektor Christian Hiller an, der sich einer Reform des Hilfsschulwesens verschrieben hatte. In Heilbronn hielt Hofmann ab 1930 Vorträge und schrieb Aufsätze zu Fragen der Sonderpädagogik. Er sah in den Hilfsschulen bislang nur „Bewahrklassen“, in die all diejenigen Schüler abgeschoben wurden, die in den anderen Schulen nicht mehr gebraucht oder gefördert werden konnten und setzte sich dafür ein, in den Hilfsschulen künftig die „bildungsfähigen“ Kinder zu so weit zu fördern, dass sie sich wieder in die Volksgemeinschaft eingliedern ließen, während die nicht mehr bildungsfähigen Schüler ganz aus den Hilfsschulen auszusondern wären.
Zur Zeit des Nationalsozialismus trat Hofmann in den Nationalsozialistischen Lehrerbund und zum 1. Mai 1933 in die NSDAP ein (Mitgliedsnummer 3.429.322). Für die Partei war er ab 1935 Ortsgruppenschulungsleiter und ab 1939 Kreisredner. Als Parteiredner hat Hofmann zwischen 1937 und 1943 mehr als 50 Vorträge propagandistischer Natur gehalten. Auf Veranlassung der Partei wurde Hofmann 1936 auch zum Schulleiter der Heilbronner Pestalozzischule ernannt. Dort entwickelte er ein 1940 in der Fachpresse vorgestelltes Rechengerät, das auch in der Nachkriegszeit noch unter dem Namen Rechenfix vertrieben wurde. 1942/43 war er außerdem kommissarischer NS-Kreisamtsleiter. 1943 wurde Hofmann zur Wehrmacht eingezogen und bis Kriegsende bei der Sanitätsersatzabteilung in Ulm tätig.
Nach Internierung in Ludwigsburg von 1945 bis 1947 klagte ihn die Spruchkammer während der Entnazifizierung zunächst als Hauptschuldigen an. Hofmann konnte jedoch Entlastungszeugen benennen, die seine Integrität und seinen Einsatz für Verfolgte des NS-Regimes bezeugten. Seine Mitgliedschaft in der NSDAP rechtfertigte er mit opportunistischen Gründen. Antisemitische Ideologie stritt er ab. Die Spruchkammer stufte ihn daher erst als Minderbelasteten ein, nach einem Revisionsverfahren 1948 nur noch als Mitläufer. Ebenfalls 1948 kam Hofmann in Geislingen an der Steige als Hilfsschullehrer wieder in den Schuldienst.
1951 wurde er erneut Rektor der Heilbronner Pestalozzischule. 1952 wurde er Vorsitzender des baden-württembergischen Landesverbands des Verbands Deutscher Sonderschulen. 1957 wechselte er zum Staatlichen Hilfsschullehrerseminar nach Stuttgart, dem er als Leiter vorstand. 1962 wurde er zum Professor der Pädagogischen Hochschule Ludwigsburg ernannt. Er war federführend bei der Einführung der Vollausbildung für Sonderschullehrer in Baden-Württemberg.
In seiner didaktischen Konzeption der Leistungsschule (1961) bezeichnete er die Hilfsschulpädagogik als „Pädagogik überhaupt“, sah aber keine wesentlichen Unterschiede zwischen Hilfsschülern und Regelschülern. Ein wichtiges Bildungsziel war für ihn die Möglichkeit der Wiedereingliederung in die Regelschule (mit der Förderschule als Durchgangsschule). Dafür forderte er eine individuelle Betreuung und intensive Sprachförderung von Hilfsschülern. Das heutige moderne Sonderschulsystem mit ausdifferenzierten Schultypen geht auf seine Gedanken zurück.

## Ehrungen
Hofmann erhielt 1976 das Bundesverdienstkreuz am Bande und im selben Jahr die Goldene Münze der Stadt Heilbronn.
Nach ihm wurden mehrere Schulen in Baden-Württemberg benannt: die Förderschulen in Baienfurt (1981–2008), Herbrechtingen, Weingarten (ab 2008) und seit 1982 die Förderschule Wilhelm-Hofmann-Schule in Böckingen, für die er früher als Rektor verantwortlich gewesen war.  Außerdem wurde 1984 die Kreissonderschule für Geistigbehinderte des Landkreises Freudenstadt in Dornstetten nach ihm benannt. Das Wilhelm-Hofmann-Gymnasium in Sankt Goarshausen hingegen ist nicht nach dem Sonderpädagogen, sondern nach einem gleichnamigen lokalen Internatsgründer benannt.

## Kritische Aufarbeitung
Die Stadt Heilbronn beauftragte 2010 den Zeithistoriker Gerhard Eberle, Hofmanns Leben und Wirken zu erforschen. Im Mai 2010 wurden die Ergebnisse von Eberles Untersuchungen präsentiert. Er konnte belegen, dass Wilhelm Hofmann ein fanatisches Mitglied der NSDAP war und unter anderem als Ortsgruppenschulungsleiter in politischen Reden alle Aspekte der NS-Ideologie vertrat. Bemängelt wurde außerdem seine Forderung nach einer „Leistungs- und Gesittungsschule“, durch deren Auslese nach Hofmann Schulleistungsschwache „noch für die Volksgemeinschaft brauchbar und wirtschaftlich ansatzfähig gemacht werden“. Dafür kämen aber nur Kinder in Betracht, „die vollsinnig, gemeinschafts- und bildungsfähig und in der Regel körperlich gesund sind“. Menschen mit seelischer, geistiger oder körperlicher Behinderung, „Schwachsinnige, Blinde, Taube und Schwerhörige hohen Grades, Epileptiker“ gehörten seiner Ansicht nach in eine Anstalt.
Entgegen Hofmanns Selbstaussagen nach Kriegsende, dass er sich den rassistischen und antisemitischen Inhalten der NS-Ideologie entzogen habe, konnte die jüngere Forschung nachweisen, dass sich Hofmann in Vorträgen auch explizit judenfeindlich geäußert hatte.
Aufgrund der neuen Recherchen zu Wilhelm Hofmann und seiner problematischen Aussagen während der Zeit des Nationalsozialismus wurden die nach ihm benannten Schulen inzwischen wieder umbenannt. Die Wilhelm-Hofmann-Schule in Böckingen wurde 2011 in Neckartalschule umbenannt. Die Schule in Herbrechtingen änderte 2011 ihren Namen. Auch die Schulen in Weingarten und Dornstetten gaben eine Namensänderung bekannt.

## Schriften
- Der Hilfsschüler, seine berufliche Betätigung uns Ausbildung. In: Zeitschrift für Heilpädagogik. Heft 9, 1958, S. 478–487.
- Sprachbildung und Sprecherziehung des lernbehinderten Kindes auf phonetischer Grundlage. Heilpädagogische Schriftenreihe. Neckar-Verlag, Villingen 1969.